# Albert Fontet
Albert Fontet Aparicio (Alcanar, 16 marzo 1986) è un ex cestista spagnolo.

## Palmarès
- Campionati portoghesi: 1

Porto: 2016
- Liga catalana: 1

Barcellona: 2004